# Kaole (Zambia)
Kaole è un ward dello Zambia, parte della Provincia di Luapula e del Distretto di Mansa.